# Croquettes aux crevettes

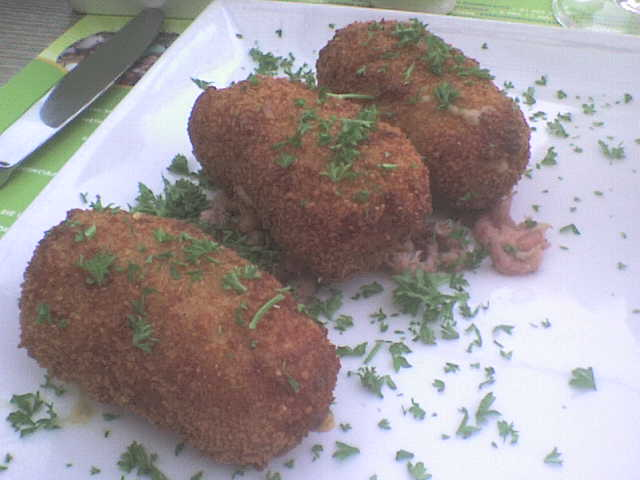
Croquettes aux crevettes.

Les croquettes aux crevettes sont une spécialité culinaire de Belgique. Il s'agit d'une friture préparée avec des crevettes grises et une sauce béchamel au beurre et au lait infusé des carcasses de crevettes, le tout étant pané. 
Les Belges francophones disent parfois « fondues » (ou « fondus », au masculin), pour évoquer ces croquettes, qu'elles soient uniquement au fromage ou qu'elles contiennent des crevettes.
Les néerlandophones distinguent dans ce cas des garnaalkroketten.

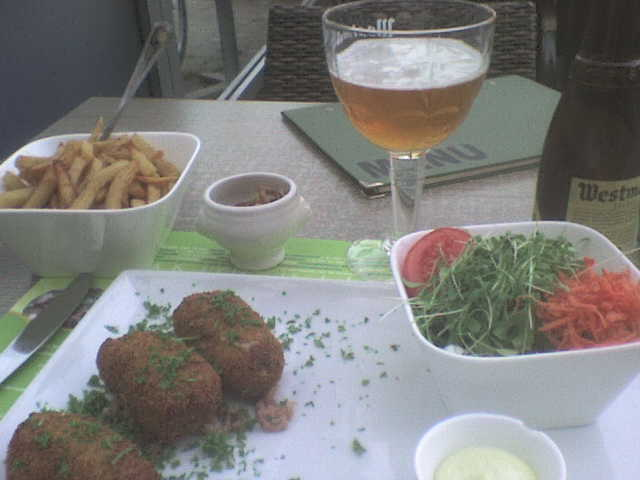
Croquettes aux crevettes.